# Манштейн, Владимир Карлович

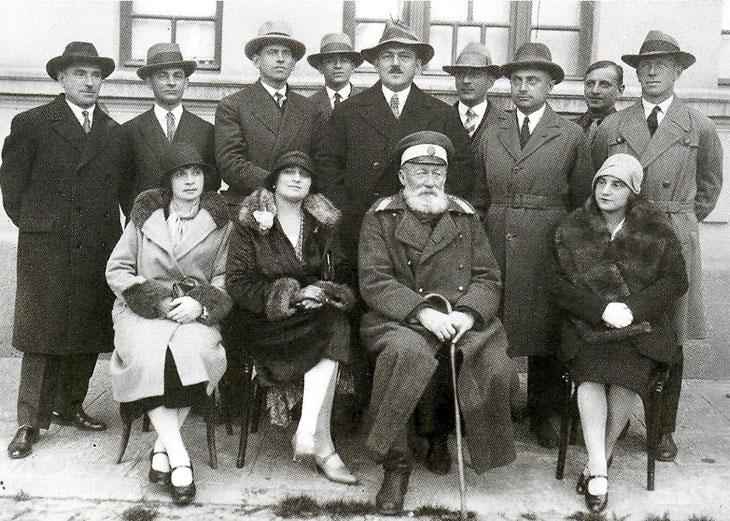
Дроздовцы в Болгарии. 1920-е гг. Стоят: генерал-майоры А. В. Туркул (пятый слева) и В. Г. Харжевский (третий справа). В центре группы в дроздовской фуражке сидит генерал-майор В. К. Манштейн («дед»)

Владимир Карлович Манштейн (25 марта 1855 — 5 декабря 1933) — участник Белого движения на юге России, генерал-майор (1920). Отец генерал-майора В. В. Манштейна.

## Биография
Из семьи обрусевших немцев. На военную службу поступил 15 августа 1872 вольноопределяющимся в 35-й пехотный Брянский полк. В его составе участвовал в Русско-турецкой войне 1877 — 1878. За отличия в боях на Шипке был награждён Знаками отличия Военного ордена Св. Георгия 4-й и 3-й степеней и произведен в прапорщики.
В 1879 — 1899 служил в 81-м пехотном Апшеронском полку. Участвовал в Ахал-текинской экспедиции. В 1899 произведен в капитаны и назначен командиром роты в 10-м Восточносибирском полку, вместе с которым участвовал в Китайском походе 1900 — 1901 годов.
Во время русско-японской войны служил командиром батальона в 4-м Томском полку. В 1905 произведён в полковники и уволен в отставку с мундиром и пенсией.

Пехотный офицер незнатного полка, командир батальона, потом полковой командир — на его ветхой шинели цветился солдатский Георгиевский крест, — Дед уже ветераном участвовал в японской войне, а в первый огонь пошел еще при Скобелеве, в освободительную войну на Балканах. Дед отзывался добровольцем на все боевые выстрелы: был в бухарском походе, усмирял в Китае «Большого кулака». С удивительной ясностью, как будто бы Горный Дубняк, Шипка, Плевна были вчерашним ясным днем, рассказывал он нам о 1877 годе. Его рассказы как-то странно и светло мешались с нашей белой войной, точно уже не было хода времени для протабаченного скобелевского солдата в балканском башлыке, и наша война была для него все той же неутихаемой вечной войной за освобождение братьев-христиан.— Туркул А. В. Дроздовцы в огне. Белград, 1937. С. 232.
На фронт Первой мировой войны призван из отставки и вышел в 318-м Черноярском полку (полк 2-й очереди) командиром батальона. 
В 1916 году тяжело заболел и был признан негодным к строевой службе.
В Добровольческой армии с 15 августа 1918. Младший офицер 5-й роты 2-го офицерского стрелкового полка. Во время боёв в Каменноугольном бассейне в начале 1919 заведовал эшелонами 2-го офицерского стрелкового полка.

Я хорошо знал старика Манштейна. Он служил при штабе моего 1-го полка в офицерской роте, а жил у меня. До того в Каменноугольном районе он заведовал эшелонами офицерской роты. Дед подавал поездные составы под самым жестоким огнём, вывозил раненых и убитых. Обычное его место было на паровозе, рядом с машинистом. Дед стоял с револьвером в руке — револьвер был допотопный, «бульдог», как пушка, — а сам Дед в шинели, и его башлык, завязанный по-старинному крест-накрест, пушисто индевел от дыхания.
— Туркул А. В. Дроздовцы в огне. Белград, 1937. С. 231—232.

На Дон Дед привел едва ли не всю семью Манштейнов, до внуков, до легоньких, остриженных кадет с детскими еще глазами и нежными впадинами на затылках. Дед пришел в Белую Армию добровольцем, сам — шестой. Его сын Владимир, доблестнейший из доблестных, командовал нашим Третьим полком. Имя Владимира Манштейна одно из заветных белых русских имен. Все Манштейны, кто мог носить оружие, пошли в Белую Армию. Если бы вся Россия так поднялась, как эта военная семья киевлян, от большевиков давно бы и праха не осталось.— Туркул А. В. Дроздовцы в огне. Белград, 1937. С. 229—230.
В 1920 во время боёв Русской армии в Северной Таврии находился при штабе Дроздовской дивизии. 6 августа 1920 был произведён в чин генерал-майора приказом П. Н. Врангеля по представлению командира Дроздовской дивизии генерала А. В. Туркула, поскольку дроздовцы считали неправильным, что сын-генерал командует отцом-полковником.

В Крыму по моему ходатайству перед Врангелем Дед, впрочем, тоже был произведен в генералы, для уравнения в чинах с сыном.— Туркул А. В. Дроздовцы в огне. Белград, 1937. С. 236
После пребывания в Галлиполи, в 1921 в составе 1-го армейского корпуса был перевезён морем 
в Болгарию, где проживал в Софии, с сыном и снохой. В 1928 был награждён болгарским царем Борисом III орденом «За храбрость» по случаю 50-й годовщины освобождения Болгарии. Скончался в Софии 5 декабря 1933. Похоронен на Софийском кладбище на участке, отведенном для ветеранов — участников Освободительной войны против турок 1877 — 1878 гг.